# Onthophagus fimetarius
Onthophagus fimetarius är en skalbaggsart som beskrevs av Johannes Rudolf Roth 1851. Onthophagus fimetarius ingår i släktet Onthophagus och familjen bladhorningar. Inga underarter finns listade i Catalogue of Life.